# 東ユリ
東 ユリ（あずま ゆり、1983年11月8日- ）は、日本の女性タレント、グラビアアイドル、レースクイーン、お天気キャスター。
大阪府出身、アライブエンタテインメント所属。愛称は「ゆりり」「アズユリ」「あず」。

## 略歴
女子高育ちで高校時代にサンフランシスコ、ロサンゼルスへ留学。高校時代から茶道、バトントワリングを得意とし、大阪にある4年制大学を出て上京。
学生時代からグラビアをはじめ2004年～2006年は、本名の柏本百合子で活動していた（1作目DVDは本名で出版）。2006年事務所をワンエイトプロモーションへ移籍したことにともない本名から「東ユリ」に改名。
ワンエイト卒業後、ウェザーニューズ9期生オーディションに参加し見事1位で通過。オーディションのキャッチフレーズは「崖っぷちアイドル」。主に「おは天」「ウェザーニュース Update」「雫のチカラ」などに出演し、近畿エリアのキャスターを引っ張っていた癒し担当だった。
キャスター卒業後はグラビアの他、ラジオパーソナリティとしても活動し、2011年と2012年は再びレースクイーン活動を行っていた。2013年よりアライブエンタテインメントに移籍し現在に至る。

## 人物
- 趣味は、料理、電車の路線図を見ること、ショッピング、旅行、読書（漫画など）、家族みんなで出かけること。
- 特技は、パソコンの早打ち、バトントワリング（高校時代に大会出場記録をもっている）、瞬間暗記力、浴衣着付け。
- 中学・高校時代に取得した秘書検定や英語検定、漢字検定、スキー検定などの資格マニアである。
- チャームポイントは、胸、たれ眉、手の指が指ぞりすること。
- マイブームは、海外ドラマを見ること。
- 好きなタイプは、犬のようなかわいい性格の人。
- 出没スポット：茶屋町、表参道
- 好きな有名人：安室奈美恵、少女時代のティファニー
- 好きな色：ピンク
- 同じ11月8日生まれという兄がおり[2]、ブログにも両親や兄がよく登場する。

## 出演

### テレビ番組
- フットボール汗（2004年、テレビ大阪）
- たかじん胸いっぱい（2004年、関西テレビ）
- Pリーグ（2005年、岐阜放送他にて放送）
- ゴールデンスロット～HYPER EDITION～（2005年～2007年、チバテレビ他にて放送、レギュラー出演）
- セクシーパチンカーラブウィング（2005年、三重テレビ放送他にて放送）
- ゆりりとハリュの教えてッパソコンTV（2005年、スカパー!756ch）
- ぐるはぴっ!（2006年、テレビ東京、レギュラー出演）
- 続・RQコラボ（2006年、スカパー!371ch）
- SuperGTレースクイーン2006（2006年、スカパー!371ch）
- ギャルオン2006（2006年、スカパー!371ch）
- 欲9（2006年、日本テレビ）
- ルイはトモを呼ぶSP（2006年、フジテレビ）
- ロンドンハーツ（2006年、テレビ朝日）
- ナイナイクリスマス！！（2006年、TBSテレビ）
- 第44回新春かくし芸大会（2007年、フジテレビ）
- 4-Piece（2007年、スカパー371ch、レギュラー出演）
- 笑いの金メダル（2007年、ABCテレビ、レギュラー出演）
- 電撃!P-CAT（2007年、テレビ愛知、レギュラー出演）
- がーるふれんど（2008年10月、スカパー!371ch）
- バスで恋して（2008年10月2日、放送局不明）
- スーパーマミんちゅ（2008年3月11日 ジャンバリ.TV）
- アズユリのビジュアル停車場（2009年、放送局不明）
- 白黒アンジャッシュ（2010年、9月2回放送）
- 「CarXs」 {2012年7月2週放送 OPSDとして出演 MXテレビ、群馬テレビ、栃木テレビ、テレビ埼玉）
- 「ZIP!」なりきりダンスシアター OPSD（オピシデ）ユニットとして出演（2012年9月28日）
- あいのり2Z 「♯9、♯10」に出演

### CM
- 2005年 石川テレビ放送ドンキーホーテ フルスロット
- 2006年 テレビ埼玉 ガーデン
- 2006年 とちぎテレビ ゴールデンスロット

### 雑誌
- sabra（グラビアページと付録DVD）
- アサヒ芸能エンタメ（袋とじ8P）
- 男性ヘアファッション誌「キラリ」
- スコラ（グラビア）
- グラビア誌「Chu! チュッ」
- ザ・ベストマガジン
- グラビア雑誌「Hip&Lip」
- アップル写真館（表紙）
- 別冊漫画ゴラク・ミナミの帝王 総集編（コミック）
- レースクイーン雑誌「GALSPARADICE」
- カーセンサー
- モト・チャンプ
- ミスターバイク
- AUTO GALS
- アサヒカメラデジタル（朝日新聞社）
- ルアーマガジン
- 月刊カメラマン
- 掘出しパーツ
- オズマガジン6月号

### ラジオ
- 2004年 FM MOOV神戸「かっしーとエレモルのなりあがりスタジアム」メインパーソナリティー
- 2006年 有線ブロードネットワークス 「ASIAN美少女FILEマーブルクイーン」
- 2006年 K's ステーションラジオ「すしゃべり」
- 2007年 MBSラジオ「ごちゃ！まぜ」
- 2008年4月16日 レインボータウンFM「わくわくピットロード」
- 2009年1月21日 レインボータウンFM「わくわくピットロード」
- 2010年8月6日 FM FUJI 毎週金曜24時半～25時の番組 「FATDESORRY」現在もパーソナリティ レギュラ～

### Vシネマ
- 主演VシネDVD「グラドルバトル オンナ戦闘員バトル～闘いに散る少女達～」（2009年3月4日発売）

### 舞台
- Triage～トリアージ（2009年8月5日～10日）

### WEBサイト
- ウェザーニューズ「おは天」近畿エリア第9期キャスター（2008年5月-）
- フリグラ
- 日刊ゲンダイ「＠失礼します」
- アイドル丼
- グラビアクイーンへの道
- NEEL セレクトショップ
- マガジングラビアNet（フレッシュ10で）
- Team mach
- ヨシオカミホ＆GAL満載
- ビクターサウンドカフェ
- トップクィーン
- 裏YM
- RQパラダイス
- パティオTV
- RACE QUEEN AWARD 2007
- レースクイーンパラダイス
- 日刊グラドル100円TV
- ビーナスTV（グラビア）
- Qブロ
- 楽天サイト モデル

## 作品

### DVD
- 1stDVD「まるごとゆりり」（2005年、イーネットフロンティア）
- 2ndDVD「あした天気にな～れ」（2008年、ケイネットワーク）- ウェザーニューズに出演したことによりこのタイトルが付いたという。

### デジタル写真集
柏本百合子名義
- 「K'z Dream 2005～京阪沿線発～」（2005年）
- 「まるごとゆりり」（2005年）
- 「デジグラvol.041柏本百合子・相沢はるか」（2006年）

東ユリ名義
- 「Viday」（2010年）

## イメージガール・レースクイーン・モデル等
- 2005 スーパー耐久 MAXレーシングチーム Battle angel
- 結婚情報サイト「メルコイ」 イメージキャラクター
- 2006 SUPER GT Team MACH GOGOGO車検GAL レースクィーン
- 2006 スーパー耐久 FASTレーシングチーム ビューティー戦士☆キレイ隊
- RACE QUEEN AWARD 2007 最終候補
- 2007 東京オートサロン、大阪オートメッセ avexブース
- 2007 東京モーターショー、名古屋モーターショー、大阪モーターショー、福岡モーターショー、仙台モーターショー SUZUKIブースモデル
- 2008 GPOモータリング イメージガール
- 2010 WebMoneyイメージキャラクター　オンラインゲームファンの開運招福キャラクター「御藝巫女」グランプリ
- 2010年 CARPLAYガール、イメージガール
- 2011年 WebMoneyイメージキャラクター
- 2011年 MFJ全日本ロードレース RS-ITOH＆ASIA レースクィーン
- 2011年 東京ゲームショウ GREE ステージモデル
- 2012年 東京オートサロン ティーピーアウトドアデザインブースモデル
- 2012年 MFJ全日本ロードレース RS-ITOH＆ASIA レースクィーン（2年目）
- 2012年 東京ゲームショウ GREE ステージモデル（2年目）